# Zagna, Brăila
Zagna este o fostă localitate din raionul Brăila. A aparținut de comuna Vădeni. Numită inițial Mărculeștii Noi, a luat ființă după 1951, fiind înființată în urma deportărilor în Bărăgan. Aici s-a născut George Becali, într-o familie de aromâni deportați.